# René Mulot
René Mulot, né en 1683 à Fontenay-le-Comte (Vendée) et décédé le 12 mai 1749 à Questembert (Morbihan), est un prêtre français. Il fut le premier ecclésiastique à se joindre à Louis-Marie Grignion de Montfort au sein de sa Compagnie de Marie.

## Biographie
Le Père Mulot, originaire du diocèse de La Rochelle et vicaire dans la paroisse de Soullans, se joint à la congrégation de Louis-Marie Grignon de Montfort en septembre 1715 après avoir rencontré Montfort à Fontenay-le-Comte. Il est le premier prêtre de la nouvelle congrégation. À la mort de Montfort, il est son exécuteur testamentaire et son successeur, devenant le premier supérieur général de la Compagnie de Marie, en 1722.

### Décès
Lors d'une mission à Questembert, il décède le 12 mai 1749 après s'être blessé au pied et avoir contracté le tétanos. Il est enterré dans le cimetière entourant la chapelle Saint-Michel, où son tombeau est toujours visible.